# Královopolská

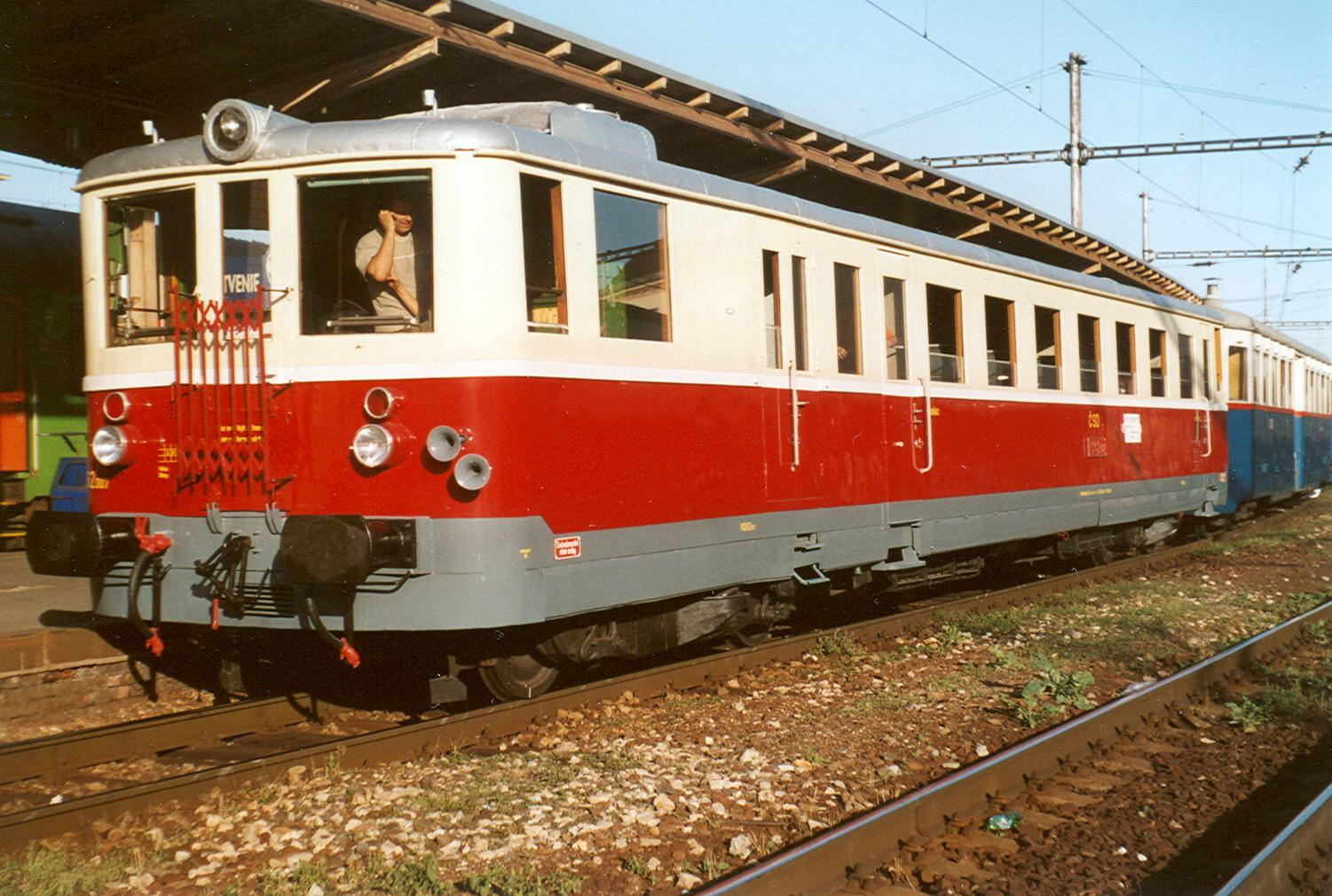
1949–1950 wurden die Wagenkästen des Triebwagens M 262.0 bei Královopolská gefertigt

Královopolská a.s. ist ein 1889 gegründetes Maschinenbauunternehmen in Brünn, Tschechien.

## Geschichte
Der Betrieb wurde am 26. September 1889 in Königsfeld bei Brünn (das heutige Stadtviertel Královo Pole) vom Ingenieur Phillip Porges und dem Industriellen August Lederer als Messing- und Metallwarenfabrik unter dem Namen Brünn Königsfelder Maschinenfabrik Lederer & Porges gegründet und am 25. Jänner 1890 als Offene Gesellschaft ins Handelsregister eingetragen. Das Unternehmen befasste sich anfangs vorwiegend mit der Maschinen- und Kesselfabrikation sowie der Herstellung von Erzeugnissen für die Petrochemische Industrie.
Da es zu dieser Zeit einen großen Bedarf an Kesselwagen gab, wurde mit der Fabrikation der Kessel für Kesselwagen und später mit dem Bau kompletter Kesselwagen begonnen und damit der Waggonbau in der Fabrik eingeführt. 1898 war der Bau von sogenannten Zisternenwagen sowie von Bier-, Fleisch und Weinwagen eine Hauptbeschäftigung der Waggonbau-Abteilung. Ab etwa 1895 wurden in der Fabrik auch Dienstwagen und Personenwagen gebaut.
Die Fabrik hatte 1898 bereits mehr als eintausend Wagen gebaut und beschäftigte zu dieser Zeit durchschnittlich 500 Arbeiter. 1903 wurde das Unternehmen eine Tochterfirma der Simmeringer Maschinen- und Waggonfabrik.
Um 1910 wurden viele Patente für Dampfkessel angemeldet, 1920 kam die Produktion von Kränen hinzu. Die Produktion von Eisenbahnfahrzeugen war stets ein wichtiges Standbein der Firma, auch in der Zeit von 1939 bis 1945. Bereits 1936 gab die Simmeringer Waggonfabrik ihre Besitzrechte an der Brünn-Königsfelder an die Erste Brünner Maschinenfabriks AG im Tausch gegen die Wiener Paukerwerke ab, der Creditanstalt als Hausbank der Simmeringer missfiel zunehmend die Finanzierung eines Unternehmens in der Tschechoslowakei.
Nach dem Zweiten Weltkrieg wurde die Fabrik verstaatlicht. Ab 1950 wurde massiv die Entwicklung von Erzeugnissen für die Chemische Industrie betrieben, der Fahrzeugbau geriet zunehmend ins Abseits. Ab 1980 war das Hauptproduktionsfeld der Firma die Chemische Industrie, Petrochemie, Stahlkonstruktion, die Herstellung von Spezialkränen sowie Einrichtungen für Kernkraftwerke.
1994 wurde die Firma in eine Aktiengesellschaft umgewandelt. Heute produziert Královopolská vor allem Maschinen für die chemische und petrochemische Industrie.

## Produkte
Von 1890 bis 1960 wurden in der Firma in großen Stückzahlen Schienenfahrzeuge hergestellt, vor allem Eisenbahnwaggons, Straßenbahnen, Dampftriebwagen, Motortriebwagen und Schlepptender. Für einzelne Motorwagen übernahm das Werk die Fertigung der Wagenkästen (ČSD-Baureihe M 242.0, ČSD-Baureihe M 262.0).

### Eisenbahnwagen
Bereits im Jahr 1890 wurde der erste Eisenbahnwagen nach einem Auftrag der Böhmischen Nordbahn (BNB) von zwölf Kesselwagen gefertigt. Brünn-Königfelder spezialisierte sich bald auf derartige Fahrzeuge und lieferte diese u. a. für die Österreichisch-ungarische Staatseisenbahngesellschaft (StEG), die Kaiser Ferdinands-Nordbahn (KFNB), die Österreichische Nordwestbahn (ÖNWB) und die k.k. Staatsbahnen (kkStB). Auch an Privatfirmen der Rohölproduktion und an Brauereien wurden diese Wagentypen geliefert.
Das Erzeugnisprogramm umfasst ferner die Fertigung von Kohlenwagen, Flachwagen und gedeckten Güterwagen. Speziell in der Zeit von 1939 bis 1945 wurden für diesen Wagenpark Einzelteile (Rahmen, Drehgestelle, Wagenkästen) an die DRG sowie an die Staatsbahnen der ČSD komplette Wagen geliefert.
Bereits 1899 wurde der erste Personenwagen für die kkStB gefertigt. Weitere Wagen wurden im Laufe der Jahre an verschiedene Privatbahnen und ins Ausland geliefert. Ebenso stellte das Unternehmen in den Jahren 1901 und 1911 zusammen zehn Wiener Stadtbahnwagen her.

### Straßenbahnwagen
1903 wurden die ersten Trieb- und Beiwagen für die Straßenbahn Brno gefertigt, denen bis 1951 weitere für die Städte Ostrava, Teplice und das Ausland folgten.

### Dampftriebwagen

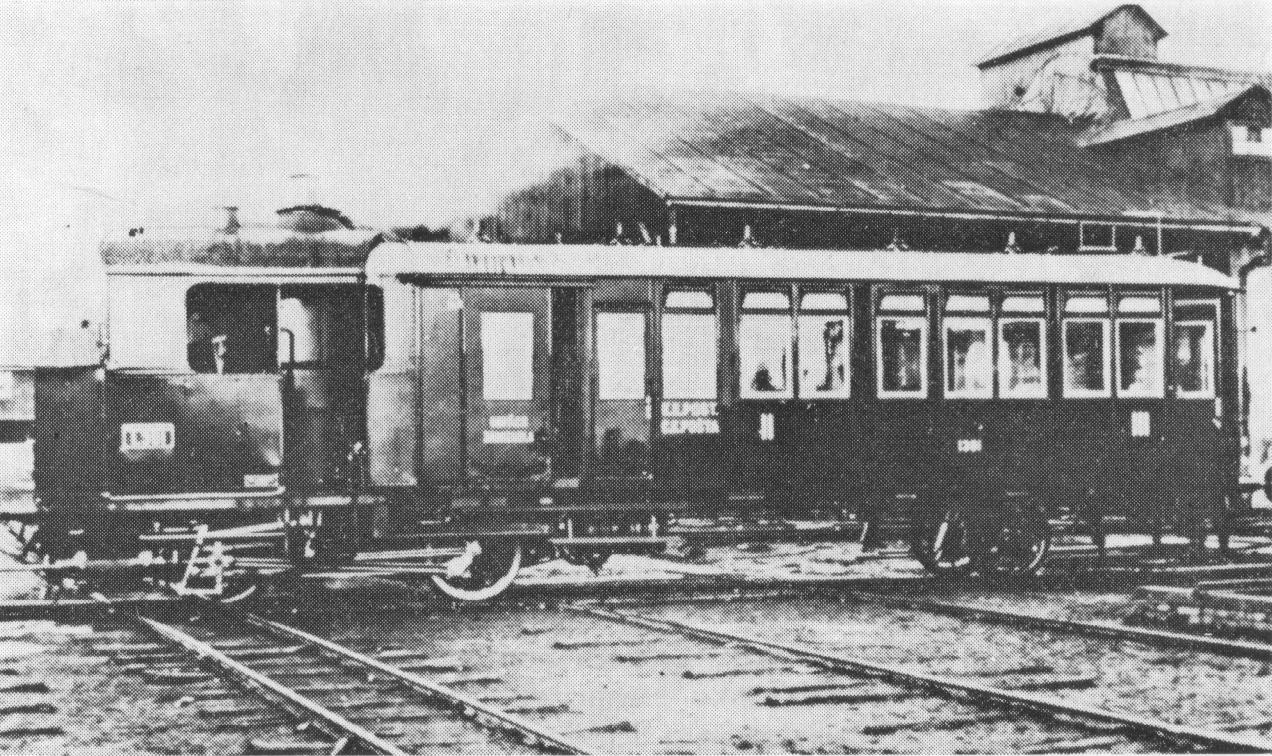
Dampftriebwagen M 212.0 für die Lokalbahn Saitz–Czeicz–Göding

Im Jahr 1905 bestellte die italienische Eisenbahngesellschaft Società Veneta zwei Dampftriebwagen, welche die Bezeichnungen AM1 und AM2 erhielten. Es ist möglich, dass für dieses Fahrzeug lediglich eine Zulieferung erfolgte, denn das abgerechnete Materialgewicht ist mit 9.870 kg geringer als das Gesamtgewicht des Fahrzeuges (12.358 kg).
Die Lokalbahn Saitz–Czeicz–Göding erhielt die beiden Dampftriebwagen der Reihe 1.3, die eine Antriebsanlage nach dem System Komarek besaßen. Die Maschinenanlage von der Maschinenfabrik Adamov war in einem zweiachsigen Drehgestell untergebracht, dass mit dem Wagenkasten über ein Drehgelenk verbunden war. Das Fahrzeug war bis 1925 in Betrieb. Ein weitgehend identisches Fahrzeug wurde 1913 mit einem Dampferzeuger der Bauart Hugo Janke auch an die Witkowitzer Werkbahn geliefert.

### Triebwagen

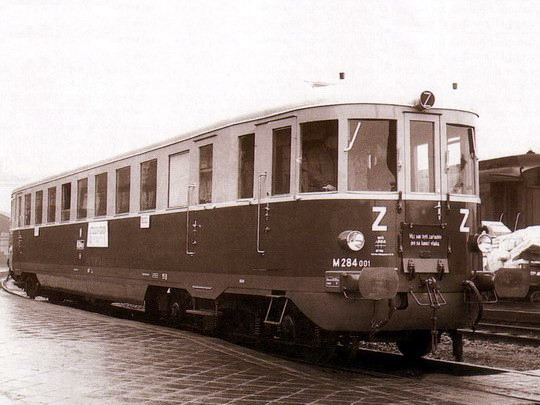
Motorwagen der ČSD-Baureihe M 284.0

1928 erfolgte die Produktion des ersten Verbrennungstriebwagens bei Kralovopolska. Bis 1952 wurden folgende Fahrzeuge an die ČSD geliefert:
- ČSD-Baureihe M 140.2,1 Fahrzeug, Baujahr 1928,
- ČSD-Baureihe M 221.101 und 102, 2 Fahrzeuge, Baujahr 1930,
- ČSD-Baureihe M 221.301 und 302, 2 Fahrzeuge, Baujahr 1931,
- ČSD M 251.201 und 202, 2 Fahrzeuge, Baujahr 1932,
- ČSD-Baureihe M 120.5, 2 Fahrzeuge, Baujahr 1934,
- ČSD-Baureihe M 273.0, 10 Fahrzeuge, Baujahre 1933–1938,
- ČSD-Baureihe M 284.0, 6 Fahrzeuge, Bauhjahre 1947–1952 und
- ČSD-Baureihe M 284.1, 8 Fahrzeuge, Baujahre 1951–1952.

Erhalten sind die M 221.102 (Verkehrsmuseum Bratislava) sowie M 273.006 im Technischen Nationalmuseum in Prag – Depot Chomutov.

### Schlepptender
Von 1943 bis 1951 wurden auch Schlepptender für Dampflokomotiven gefertigt, und zwar für die Reihen 555.0, 556.0 sowie 475.1.